# Robert R. Rutledge
Robert R. Rutledge (* 3. Juni 1948 in Los Angeles, Kalifornien; † 15. Oktober 2001 in North Hollywood, Kalifornien) war ein US-amerikanischer Tontechniker, der sowohl einen Oscar für den besten Tonschnitt als auch einen British Academy Film Award (BAFTA Film Award) für den besten Ton gewann.

## Leben
Rutledge begann seine Karriere als Tontechniker in der Filmwirtschaft Hollywoods 1975 bei dem Film Einer flog über das Kuckucksnest von Miloš Forman und erhielt dafür 1977 mit Mary McGlone, Veronica Selver, Larry Jost und Mark Berger eine Nominierung für den BAFTA Award für den besten Ton. Er arbeitete bis zu seinem Tod an der Herstellung von fast siebzig Filmen und Fernsehserien mit.
1979 gewann er gemeinsam mit Sam F. Shaw, Gordon Davidson, Gene Corso, Derek Ball, Don MacDougall, Bob Minkler, Ray West, Michael Minkler, Les Fresholtz, Richard Portman und Ben Burtt den BAFTA Film Award für den besten Ton, und zwar für Krieg der Sterne (1977) von George Lucas mit Mark Hamill, Harrison Ford und Carrie Fisher.
Für die Episode „Smuggler's Blues“ (Deutscher Titel: „Abenteuer in Kolumbien“, 15. Folge der 1. Staffel) aus der von der NBC produzierten Fernsehserie Miami Vice wurde er 1985 zusammen mit John A. Larsen, Scott Hecker, Harry B. Miller III, Gary Vaughan, Jay Wilkinson, Norto Sepulveda und Jerry Cohen für einen Emmy für herausragenden Tonschnitt in einer Serie nominiert.
Bei der Oscarverleihung 1986 gewann er zusammen mit Charles L. Campbell den Oscar für den besten Tonschnitt in Zurück in die Zukunft (1985) von Robert Zemeckis mit Michael J. Fox, Christopher Lloyd und Lea Thompson.

## Filmografie (Auswahl)
- 1975: Einer flog über das Kuckucksnest
- 1977: Krieg der Sterne
- 1980: Das Imperium schlägt zurück
- 1983: Ein Tisch für fünf (Table for Five)
- 1985: Zurück in die Zukunft
- 1986: Unglaubliche Geschichten (Fernsehserie)
- 1989: Hände weg von meiner Tochter (She's Out Of Control)
- 1993: Monolith
- 1998: Addams Family – Und die lieben Verwandten
- 2001: Three Days

## Auszeichnungen
- 1979: BAFTA Film Award für den besten Ton
- 1986: Oscar für den besten Tonschnitt